# 林蛟
林蛟（英語：Lam Kau，1922年10月25日—2009年10月30日），原名林達盛，後演文武生時改名林玉成，外號蚊叔，香港粵語片演員和電視劇演員，曾參與多齣粵劇、電影及電視劇。

## 生平
林蛟生於廣東新會，年輕時曾跟隨粵劇的北派戲班武師學師，繼而加入戲班，主攻五軍虎（即專當兵將、馬伕之類人物），而日戰時期，林蛟亦曾做個軍官。1949年，林蛟從廣州來到香港，1950年一次機會到片場探班時被賞識演出，在毫無安全措施的情況從接近40呎高翻筋斗卻還完好無缺著地，此次事跡令他威鎮片場，隨之而來的翌日獲邀擔綱主演新片《荒江女俠》（由女星錢似鶯推薦他任男主角），自此平地一聲雷，一生拍下600多套戲，更曾於一年之內拍下50多齣電影，1967年簽約為邵氏公司國語電影演員。他晚年較為人認識的是他在處境喜劇《公私三文治》裡飾演爺爺，在電影《表姐，你好嘢！》飾演退役國民黨軍人，以及其後在鄧家爭產事件中大爆昔日與黃夏蕙的陳年艷史。
電影以外，林蛟在1950年代當過騎師，曾於1955年策騎「亨利愛坦」出賽。另外，他還自1960年代起開辦過「玉龍戲劇學校」，他的弟子分別有著名武打演員白彪、狄龍、鄧光榮、陳觀泰、韓國材（邵氏龍虎武師徒弟）、韓義生、李司棋、導演爾冬陞等，又在1968年擔任邵氏電影公司武術訓練班主任。及後鄧光榮邀請林蛟復出拍攝《家法》、《旺角卡門》等作品。林蛟也熱衷於賽馬，辦過馬報，亦曾任馬評人，1970年代更與2名友人開設賽馬投注公司，代馬迷投注獲利。
晚年期間，林蛟與陳少鵬、任大勳、祁玉昆等人組成了「鑾輿堂」；該堂為香港八和會館的八大組織之一。他另外把其部分從賽馬活動中獲得的分紅用於慈善項目，例如於1982年在廣州以「鑾輿堂」名義興建了一所老人院。恩寧路永慶大街堂址後來更擴展服務，給香港武師提供探親後免費住宿的福利。另一方面，隨著子女移民之後，他獨居於九龍深水埗長沙灣海麗邨海瑞樓單人長者公屋單位。至2009年10月30日被清潔工人發現於海麗商場廁所內昏迷，送往明愛醫院後不治，逝世前患有心臟病。

## 個人生活
林蛟生前已婚，其中一名兒子於1956年出生。然而林蛟於1960年代與妻子分開，女兒林淑媛跟隨女家赴美生活。
1958年，林蛟在尖沙咀駕車時與的士相撞，因而被控不小心駕駛罪；最後在九龍裁判署被法官判處罪名成立但不處以刑罰。他於1958年8月再因不小心駕駛罪被判罰款；是次是他第10次觸犯交通條例的案件。到了1964年，他更被控危險駕駛導致他人死亡，惟控方證供存疑，令疑點利益歸於被告，獲法官判處無罪釋放。

## 作品列表

### 電影
- 1950年：《女俠胭脂虎》 飾 獨行俠
- 1950年：《馬騮精大戰金錢豹》
- 1950年：《胡惠乾打機房》
- 1950年：《關東九俠》
- 1950年：《神俠金羅漢》
- 1950年：《崑崙女俠夜探摩天嶺》
- 1950年：《火燒平陽城（上集）》 飾 洪大年/黃漢忠
- 1950年：《荒江女俠（二集）》
- 1950年：《峨嵋飛劍俠》
- 1950年：《關東九俠（二集）》
- 1950年：《崑崙女俠血戰燕子盜》
- 1950年：《飛劍俠血戰周家莊》
- 1950年：《江湖奇俠》
- 1950年：《荒江女俠（一集）》
- 1950年：《少林七俠五探峨嵋山（上集）》 飾 雲中子
- 1950年：《人海萬花筒》
- 1950年：《火燒平陽城（下集）》 飾 洪大年/黃漢忠
- 1950年：《陸阿采》
- 1950年：《少林七俠五探峨嵋山（下集大結局）》 飾 雲中子
- 1950年：《峨嵋飛劍俠大破青螺谷》
- 1950年：《荒江女俠血濺飛雲塔》
- 1950年：《紅娘子》
- 1950年：《女三劍俠》
- 1950年：《奇俠雌雄劍（上集）》
- 1951年：《銀海春光》
- 1951年：《銀河飛馬》
- 1951年：《真假玉面霸王》
- 1951年：《峨嵋飛劍橫掃金銀宮》
- 1951年：《白俠白旋風》
- 1951年：《飛天神龍》
- 1951年：《紅衣女俠》
- 1951年：《江湖姊妹花》
- 1951年：《三打祝家莊（上集）》
- 1951年：《黃飛鴻傳（大結局）》
- 1951年：《錦繡年華（上集）》
- 1951年：《峨嵋飛俠誤闖風火島》
- 1951年：《寶劍明珠》 飾 亞里峇峇
- 1951年：《霸王雞「也母」》
- 1951年：《月宮寶燈》
- 1951年：《一丈青》
- 1951年：《海上女霸王》
- 1951年：《風塵四傑》
- 1951年：《雷電追風劍》
- 1951年：《女俠黑牡丹》
- 1951年：《小五義》
- 1951年：《錦繡年華(下集)》
- 1951年：《三打祝家莊(下集)》
- 1951年：《荒江女俠大破蜈蚣陣》
- 1951年：《無敵連環鏢》
- 1951年：《丁財兩旺》
- 1952年：《奇俠黑旋風》
- 1952年：《海棠花濺淚》
- 1952年：《歌唱光緒王嘆五更》
- 1952年：《歌唱大鬧廣昌隆》
- 1952年：《黃飛鴻血染芙蓉谷》
- 1952年：《女俠一丈紅》
- 1952年：《方世玉肉搏洪熙官》
- 1952年：《歌唱方世玉打擂台（下集）》
- 1952年：《女俠白蓮花》
- 1952年：《歌唱方世玉打擂台（上集）》
- 1953年：《蘇乞兒復仇記》
- 1953年：《夜渡鴛鴦江》
- 1953年：《黃飛鴻義救海幢寺（上集）》
- 1953年：《飛鳳游龍》
- 1953年：《璇宮情侶》
- 1953年：《蘇乞兒》
- 1953年：《黃飛鴻義救海幢寺（下集）》
- 1953年：《俠士名花》
- 1953年：《三十六點鎖喉槍》
- 1954年：《龍宮仙子》
- 1954年：《患難夫妻》
- 1954年：《金鳳迎春》
- 1954年：《鐵金剛三訪峨嵋俠》
- 1954年：《女三劍俠》
- 1955年：《人頭奇案》
- 1955年：《痲婆尋仔》
- 1955年：《雪姑七友》
- 1955年：《春蠶到死絲方盡》
- 1955年：《百變梅花俠》
- 1955年：《後窗》
- 1955年：《五虎將》
- 1955年：《黃飛鴻正傳》
- 1955年：《午夜屍變》
- 1955年：《好男兒》
- 1955年：《關東四俠血戰榴花塔》
- 1955年：《鍾無艷》
- 1955年：《關東四俠千里報父仇》
- 1955年：《艷陽長照牡丹紅》 飾 桂守陵
- 1955年：《山東響馬》
- 1955年：《續黃飛鴻傳》
- 1955年：《飛天螭蟧》
- 1956年：《黃飛鴻官山大賀壽》 飾 黃添福
- 1956年：《黃飛鴻火燒大沙頭》 飾 張韓
- 1956年：《乾隆皇大鬧萬花樓》
- 1956年：《女俠俞金鳳》
- 1956年：《孝道》
- 1956年：《黃飛鴻紅船殲霸》 飾 阮湘雄
- 1956年：《黃飛鴻七獅會金龍》
- 1956年：《小白菜情困楊乃武》
- 1956年：《碧血恩仇萬古情》
- 1956年：《崑崙奴夜盜紅綃》
- 1956年：《黃飛鴻鐵雞鬥蜈蚣》 飾 周志剛
- 1956年：《月光》
- 1956年：《乾隆皇遊江南》
- 1956年：《黃飛鴻伏二虎》 飾 高四
- 1956年：《黃飛鴻義救賣魚燦》 飾 賣魚燦
- 1956年：《夜吊白芙蓉》
- 1956年：《黃飛鴻水底三擒蘇鼠廉》 飾 蘇鼠廉
- 1956年：《假鳳虛鸞》
- 1956年：《九九大血案》
- 1956年：《血戰斷魂谷》
- 1956年：《黃飛鴻花艇風雲》 飾 銅鎚六
- 1956年：《黃飛鴻龍舟奪錦》 飾 陳福
- 1957年：《七劍十三俠（下集）》
- 1957年：《包公嫁女》
- 1957年：《女俠紅蝴蝶》
- 1957年：《黃飛鴻血濺姑婆屋》 飾 二官
- 1957年：《七劍十三俠（上集）》
- 1957年：《黃飛鴻夜探黑龍山》 飾 毛毛
- 1957年：《黃飛鴻二龍爭珠》 飾 小瘤子
- 1957年：《梅花飛劍俠》
- 1957年：《黃飛鴻獅王爭霸》 飾 啞仔
- 1958年：《黃飛鴻大破馬家莊》 飾 張寶權
- 1958年：《黃飛鴻西關搶新娘》 飾 陳家承
- 1958年：《月宮寶盒》
- 1958年：《歷盡滄桑一美人》
- 1958年：《方世玉怒打乾隆皇》
- 1958年：《黃飛鴻五毒鬥雙龍》 飾 小瘤子
- 1958年：《黃飛鴻虎穴救梁寬》 飾 張寶權
- 1958年：《黃飛鴻擂台鬥三虎》 飾 笑面虎
- 1958年：《賊王子》
- 1958年：《方世玉三打乾隆皇》
- 1958年：《黃飛鴻龍虎爭鬥》
- 1958年：《賊王子（續集）》
- 1959年：《七俠五義夜探沖宵樓》
- 1959年：《白髮魔女傳（上集）》
- 1959年：《平步青雲（大結局）》
- 1959年：《女俠黃鶯夜破三屍案》
- 1959年：《生死連枝（上集）》
- 1959年：《白髮魔女傳（大結局）》
- 1959年：《生死連枝（下集大結局）》
- 1959年：《射鵰英雄傳（二集）》
- 1959年：《白髮魔女傳（下集）》
- 1959年：《大破銅網陣》
- 1959年：《黃飛鴻被困黑地獄》 飾 張寶權
- 1959年：《七劍下天山》
- 1959年：《方世玉血戰乾坤罩》
- 1959年：《女俠黃鶯擒兇記》
- 1959年：《猩猩王大鬧天宮》 飾 韋陀
- 1960年：《神鵰俠侶下集》
- 1960年：《猩猩王大戰黃飛鴻》 飾 甘天豹
- 1960年：《神鵰俠侶》
- 1960年：《書劍恩仇錄（大結局）》
- 1960年：《再世奇緣》
- 1960年：《天山雙孤鬥屠龍（上集）》
- 1960年：《江湖三女俠（上集）》
- 1960年：《娘子軍封王》
- 1960年：《雪峰魔女》
- 1960年：《五毒白骨鞭》
- 1960年：《夜探留人洞》
- 1960年：《屠龍女三鬥粉金剛》
- 1960年：《江湖三女俠（下集）》
- 1961年：《追魂太極鏢》
- 1961年：《青龍鎮殲霸戰》
- 1961年：《散花女俠（上集）》
- 1961年：《救出重圍》
- 1961年：《仙鶴神針》 飾 曹雄
- 1961年：《鳳凰山龍虎鬥》
- 1961年：《一劍九連環》
- 1961年：《龍鳳劍（上集）》
- 1961年：《風塵俠侶》
- 1961年：《鴛鴦刀（下集）》
- 1961年：《天下第一劍（上集）》
- 1961年：《散花女俠（下集）》
- 1961年：《羅剎嬌娃》
- 1961年：《太平天國女英雄》
- 1961年：《仙鶴神針（續集）》 飾 曹雄
- 1961年：《神鵰俠侶（四集）》
- 1961年：《神拳鐵扇子》
- 1961年：《龍鳳劍（下集）》
- 1961年：《倩女情俠（上集）》
- 1961年：《活骷髏浴血五仙觀》
- 1961年：《神鵰俠侶（三集）》
- 1961年：《黃飛鴻大破五虎陣》 飾 甘天豹
- 1961年：《天下第一劍（下集）》
- 1962年：《八大女俠鬧江湖（上集）》
- 1962年：《仙鶴神針(大結局)》 飾 曹雄
- 1962年：《一飛沖天》
- 1962年：《倩女情俠（大結局）》
- 1962年：《火燄山》
- 1962年：《魔鏡神珠（下集）》
- 1962年：《白猿女三盜寶蓮燈》
- 1962年：《劍姑七友奇遇記》
- 1962年：《八大女俠鬧江湖（下集）》
- 1962年：《神秘兇殺案》
- 1962年：《湖海恩仇》
- 1962年：《魔鏡神珠（上集）》
- 1962年：《方世玉武當山招親》
- 1962年：《公主與七小俠》
- 1963年：《碧血金釵（上集）》
- 1963年：《碧血金釵（下集）》
- 1963年：《灕江河畔血海仇（下集）》
- 1963年：《紅粉金剛》
- 1963年：《血滴龍鳳杯》
- 1963年：《半劍一鈴（上集）》
- 1963年：《清宮劍影錄（上集）》
- 1963年：《追魂白骨刀》
- 1963年：《半劍一鈴（下集）》
- 1963年：《火燒紅蓮寺（下集）》
- 1963年：《八表雄風》
- 1963年：《灕江河畔血海仇（上集）》
- 1963年：《滴滴慈母淚》
- 1963年：《999我是兇手》
- 1963年：《劍神傳（上集）》
- 1963年：《清宮劍影錄（下集）》
- 1964年：《南北鐵觀音》
- 1964年：《一劍恩仇》
- 1964年：《霹靂薔薇（上集）》
- 1964年：《龍虎風雲劍》
- 1964年：《十三號情報員》
- 1964年：《密碼間諜戰》
- 1964年：《碧血金釵（三集大結局）》
- 1964年：《秋葉盟》
- 1964年：《江湖七虎》
- 1964年：《打龍袍》
- 1965年：《玉面閰羅（下集）》
- 1965年：《張愛蘭巧破黑手黨》
- 1965年：《恩義難忘》
- 1965年：《聖劍風雲（上集）》
- 1965年：《無敵天書（上集）》
- 1965年：《特務黑蜘蛛》
- 1965年：《玉面閰羅（上集）》
- 1965年：《鐵金剛海空奪寶》
- 1965年：《聖劍風雲（下集）》
- 1965年：《血字第一號》
- 1966年：《金指環》
- 1966年：《斷臂神龍劍》
- 1966年：《女賊黑野貓》
- 1966年：《鐵血恩仇錄（上集）》
- 1966年：《通緝令》
- 1966年：《青青河邊草》
- 1966年：《金羅漢三戲鐵觀音》
- 1967年：《明月千里寄相思》
- 1967年：《遙遠的路》
- 1967年：《殺手粉紅鑽》
- 1967年：《黑殺星》
- 1967年：《女賊金燕子》
- 1968年：《奪魂鈴》
- 1968年：《金燕子》
- 1968年：《四色復仇劍》
- 1968年：《大情人》
- 1969年：《龍膽》
- 1969年：《銀刀血劍》
- 1969年：《八步追魂》
- 1969年：《天龍堡》
- 1969年：《飛刀手》
- 1969年：《雙鎗沙膽標》
- 1969年：《陰陽刀》
- 1970年：《飛鳳狂龍》
- 1970年：《冰谷魔女》
- 1970年：《神探一號》
- 1970年：《獨掌震龍門》
- 1971年：《三十六殺手》
- 1973年：《五雷轟頂》
- 1974年：《獨闖龍潭》
- 1977年：《出冊》
- 1978年：《醉拳》飾 黃麒英
- 1978年：《紮馬》
- 1979年：《打出頭》
- 1979年：《鴻勝蔡李佛》
- 1979年：《家法》
- 1980年：《龍形摩橋》
- 1981年：《猛龍福星》
- 1981年：《飛刀‧又見飛刀》
- 1983年：《血汗金錢》
- 1985年：《毒咒》
- 1987年：《鬼新娘》
- 1988年：《旺角卡門》
- 1989年：《我在黑社會的日子》
- 1989年：《再見王老五》
- 1989年：《我在江湖》
- 1990年：《表姐，你好嘢！》飾 伍天賜
- 1990年：《夜魔先生》
- 1990年：《無敵幸運星》飾 巢二爺
- 1991年：《表哥我來也》
- 1991年：《老表,你好野!》飾 洪金海
- 1991年：《表姐,妳好野!續集》
- 1992年：《太子爺出差》
- 1993年：《情人知己》
- 2000年：《辣手回春》

### 電視劇（無綫電視）
- 1989年：《末代天師》 飾 方慶
- 1989年：《公私三文治》 飾 張通